# Алойз Томас Раймунд фон Харах
Алойз Томас Раймунд фон Харах (на немски: Aloys Thomas Raimund Graf Harrach) от род фон Харах, е граф на Харах-Рорау-Танхаузен, австрийски държавник, дипломат и индустриалец, от 1697 г. е рицар на Хабсбургския Орден на Златното руно.

## Живот
Роден е на 7 март 1669 във Виена, Хабсбургска монархия. Той е четвърти син и пето дете, на граф Фердинанд Бонавентура I фон Харах (1636/1637 – 1706), дипломат, доверено лице на император Леополд I, и съпругата му графиня Йохана Терезия фон Ламберг (1639 – 1716), дъщеря на граф Йохан Максимилиан фон Ламберг (1608 – 1682) и графиня Юдит Ребека Елеонора фон Врбна-Фройдентал (1612 – 1690). Внук е на граф Ото Фридрих фон Харах-Рорау (1610 – 1639) и Лавиния Текла Гонзага фон Новелара († 1639). По-големият му брат Франц Антон фон Харах (1665 – 1727) е княжески епископ на Виена (1702 – 1705) и архиепископ на Залцбург (1709 – 1727).
Алойз става през 1694 г. императорски пратеник в Дрезден, от 1697 до 1700 г. в Мадрид, и от 1711 г. отново в Дрезден, след това е на дипломатически мисии в Берлин и Хановер.
От 1715 до 1742 г. Алойз фон Харах е маршал в Долна Австрия, 1728 до 1733 г. е вице-крал в Кралство Неапол, където купува много произведения на изкуството, които днес са в галерията на дворец Рорау. От 1734 г. до смъртта си той е член на „Тайната държавна конференция“ във Виена.
Алойз фон Харах създава предприятия в Бохемия и Моравия, тогава в Горна и Долна Австрия. През 1750 г. той има успех с експорта на кристално стъкло.
Умира на 7 ноември 1742 г. във Виена на 73-годишна възраст.

## Бракове и деца
Първи брак: за графиня Мария Барбара фон Щернберг († 1694/95), дъщеря на граф Вацлав Войтек фон Щернберг († 1708) и Клара Бернхардина фон Малтцан-Вартенберг († 1719). Те имат 5 деца:
- Йохан Филип Венцел (1691 -1693)
- Фердинанд Венцел (*/† 1692)
- Мария Филипина Йозефа (* 9 януари 1693, Виена; † 2 април 1763, Прага), омъжена за граф Йохан Франц Йозеф фон Тун-Хоенщайн (1686 – 1720)
- Фердинанд Леополд (1693 – 1694)
- Венцел Фридрих (*/† 1694)

Втори брак: на 22 август 1695 г. в Грауенворт се жени за графиня Анна Мария Цецилия Елизабет фон Танхаузен (* 14 март 1674, Грац; † 15 февруари 1721, Виена), вдовица на граф Михаел Освалд фон Тун-Хоенщайн (1631 – 1694), дъщеря на граф Йохан Йозеф Игнац фон Танхаузен (1650 – 1684) и графиня Елеонора, трушсес фон Ветцхаузен (1657 – 1692). Те имат 10 деца:
- Фридрих Август фон Харах-Рорау (* 18 юни 1696, Виена; † 4 юни 1749, Виена), женен на 5 февруари 1719 г. в „Св. Михаел“ във Виена за принцеса Мария Елеонора Каролина фон Лихтенщайн (1703 – 1757)
- Мария Анна (* 21 октомври 1698; † 14 септември 1758), омъжена I. за Лудвиг фон Рабата († 1721), II. за граф Зикмунд Густав Хрзан з Харасова († 1763)
- Карл Йозеф Гервазиус (* 19 юни 1700; † 20 юни 1714, Пасау)
- Мария Алойзия (* 13 януари 1702; † 16 май 1775), омъжена на 13 февруари 1721 г. за княз Франц Антон фон Ламберг, ландграф цу Лойхтенберг (1678 – 1759)
- Франц Антон (1702 – 1707)
- Венцел Леополд Йозеф Станислаус (* 13 ноември 1703; † 29 юни 1734, в битката при Парма)
- Йохан Ернст Емануел Йозеф (* 9 април 1705; † 17 декември 1739, Рим), епископ на Нитра (1737 – 1739)
- Леополд Йозеф Якоб (1706 – 1706)
- Франц Йозеф Йохан Антон (1707 – 1707)
- Фердинанд Бонавентура II Антон (* 11 април 1708; † 28 януари 1778), женен I. на 25 октомври 1733 г. за графиня Мария Елизабет фон Галас (1718 – 1737), дъщеря на вицекраля на Неапол, граф Йохан Венцел фон Галас, II. на 9 октомври 1740 г. за графиня Мария Роза фон Харах (1721 – 1785), дъщеря на брат му Фридрих Август фон Харах-Рорау

Трети брак: на 8 юни 1721 г. се жени за графиня Мария Ернестина фон Дитрихщайн-Николсбург (* 13 юли 1683; † 30 януари 1744, Виена), вдовица на граф Йохан Венцел фон Галас (1669 – 1719), дъщеря на княз Фердинанд Йозеф фон Дитрихщайн-Николсбург граф цу Трасп (1636 – 1698) и принцеса Мария Елизабет фон Егенберг (1640 – 1715) / или дъщеря на брат му граф Филип Зигмунд фон Дитрихщайн (1651 – 1716) и фрайин Мария Елизабет фон Хофман фон Грюнбюхел (1660 – 1705). Те имат двама сина:
- Филип Йохан (1722 – 1724)
- Филип Йоханес Непомук (* 2 февруари 1723)

## Галерия
- Излизането на вице-крал Алойз Томас граф фон Харах от Палацо Реале в Неапол, картина от Никола Мария Роси, ок. 1730
- Градинският палат Харах до Виена
- Дворецът Рорау в Долна Австрия